# 김명철 (1979년)
김명철(1979년 1월 19일 ~ )은 대한민국의 방송인, 배우, 사업가이다.
고등학생 때 길거리 캐스팅이 되어 '엘리트 학생복' 모델로 발탁되었다. 그 후로 연예계 생활을 시작했다. 2003년부터 MBC 〈섹션TV 연예통신〉에서 리포터로 활약하며 주목을 받았다.
2011년에 코스메틱 브랜드 '네오엘스(NEOELSE)'를 런칭하고 화장품 브랜드 CEO로 본인 사업을 했었다.
2015년 이후 단국대학교 연극영화과 동창인 조승우의 소속사 '굿맨스토리'의 사내이사로 업무를 하다가, 2021년 6월에 대표이사를 맡게 되었다.

## 학력
- 영동고등학교 졸업
- 단국대학교 연극영화과 학사

## 연예 활동

### 방송
- 2001년 KMTV 〈생방송 퀵서비스〉 : VJ[3]
- 2003 ~ 2005년 MBC 〈섹션TV 연예통신〉 : 리포터
- MBC 〈목표달성! 토요일〉
- 2007년 국방TV 〈출동! 메디특공대〉 : 진행[4]

### 연기
- 1997년 KBS2 〈신세대 보고 - 어른들은 몰라요〉
- 2002년 영화 〈싸울아비〉[5]
- 2004년 영화 〈내 사랑 싸가지〉
- 2005년 MBC 〈안녕, 프란체스카〉 : 의사 역 (5회, 카메오 출연)[6]
- MBC 〈논스톱〉
- MBC 〈연인들〉[7]
- 2010년 연극 〈뉴 보잉보잉〉 : 성기 역[8]
- 2010년 연극 〈부활〉 : 오기철 역

### 광고
- 엘리트 학생복 CF
- 카페라떼 CF
- 삼성SDI CF
- 왕뚜껑 CF
- 의류 모델 : SUBI, 체이스컬트, 하운드, 제이빔, 파크랜드